# Secteur de la pomme de terre en Corée du Nord

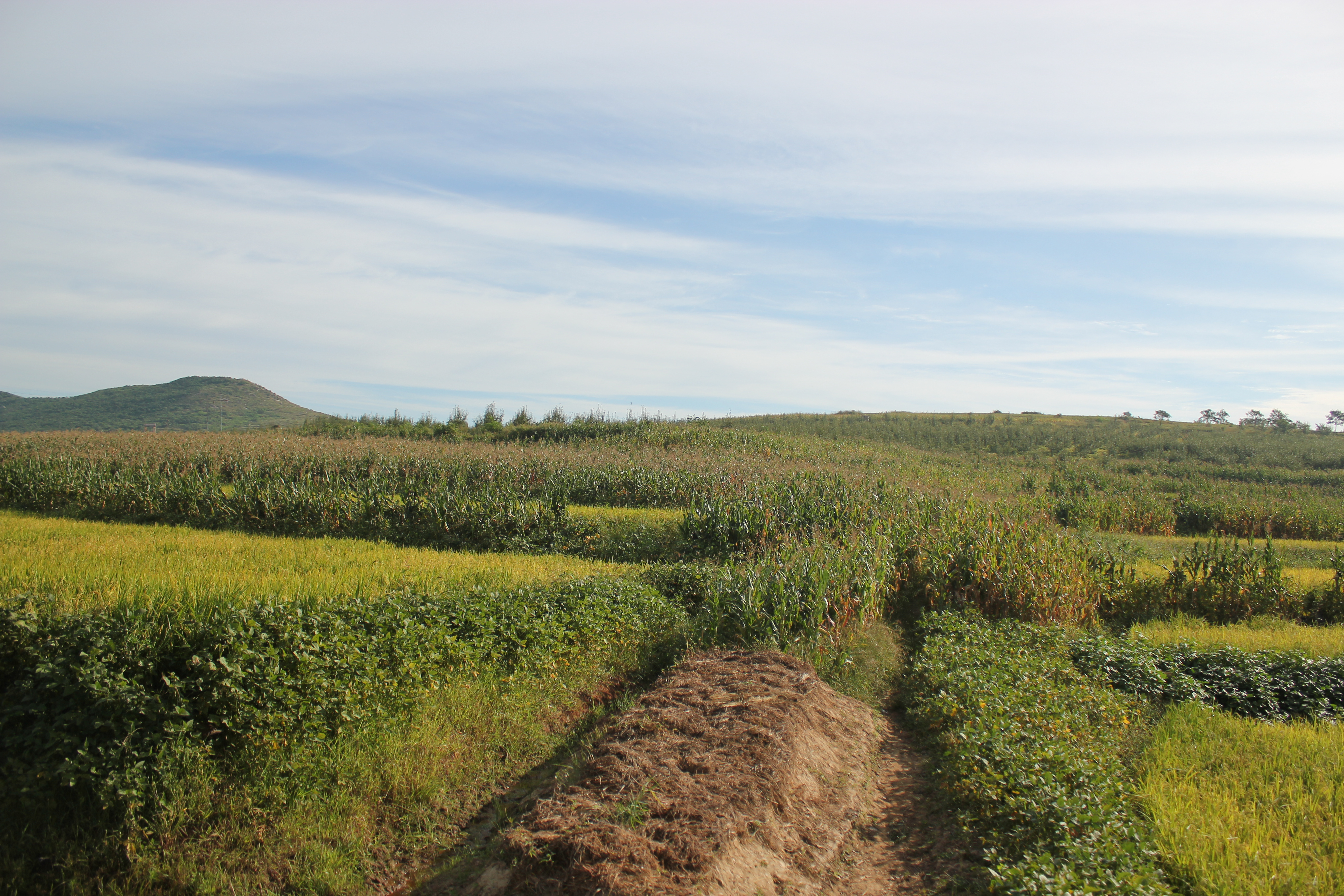
Buttes de pommes de terre près de Nampo (Corée du Nord).

Le secteur de la pomme de terre en Corée du Nord est important pour la subsistance de la population du pays.
La culture de la pomme de terre a été introduite dans le pays au début du XIXe siècle.
Après la famine des années 1990, une « révolution de la pomme de terre » a eu lieu.
En dix ans, la surface cultivée en pommes de terre en Corée du Nord a quadruplé pour atteindre 200 000 hectares et la consommation moyenne par habitant est passée de 16 à 60 kg annuellement.

## Histoire
La culture des pommes de terre s'est développée en Corée du Nord à partir du début du XIXe siècle, probablement à la suite d'une introduction par la Chine.
Jusqu'en 1990 cette production a été affectée par divers handicaps, maladies, conditions météorologiques extrêmes, installations de stockage inadaptées, manque de modernisation entraînant une baisse des rendements.
L'insistance mise sur le « juche » (autonomie) agricole depuis trois décennies est également citée comme l'une des raisons de la faiblesse des rendements.
Pendant l'occupation de la Corée par le Japon, de 1910 à 1945, la pomme de terre étaient l'aliment de base dans le pays. Pendant la Seconde Guerre mondiale, en particulier, la pomme de terre était la principale culture de subsistance car le riz était exporté vers le Japon.
Lors d'un épisode d'intoxication de pommes de terre, entre 1952 et 1953, causé par la consommation de pommes de terre pourries, au moins 322 Nord-Coréens ont été touchés. parmi eux, 52 personnes ont été hospitalisées et 22 sont mortes.
La « révolution de la pomme de terre » a été lancée en 1999 par Kim Jong-il ; les pommes de terre étaient alors considérées comme une culture de grande importance. La Corée du Nord a reçu une aide pour la production de pommes de terre de la part de quelques organisations humanitaires. 
À la suite de cette initiative, en 1999, 6000 tonnes de pommes de terre de semence ont été importées, mais cela a également entraîné quelques maladies nouvelles.
La première ferme hydroponique de pommes de terre de semence a été créée à Pyongyang en l'an 2000, suivie de trois autres fermes dans d'autres endroits. Avec l'aide de l'Académie des sciences agronomiques de Corée du Nord, de World Vision et du Comité nord-coréen pour la paix en Asie-Pacifique, qui a été remplacé par l'Agence nationale de coopération économique de Corée (KNECA), une cinquième ferme hydroponique de pommes de terre de semence a été créée dans l'arrondissement de Taehongdan en 2007, dans la perspective d'améliorer de 50 % la qualité de la production de pommes de terre.
La même année, des chercheurs nord-coréens, Choe Kwi-nam, Han Won-Sik et Min Gyong-nam, sont allés en Finlande pour étudier la culture de la pomme de terre.
La production des pommes de terre a attiré l'attention du gouvernement et de l'organisation des Nations unies pour l’alimentation et l’agriculture (FAO) en 2008 dans le cadre d'un plan programmé sur quatre ans.
Celui-ci comprend l'injection de 3,5 millions de dollars pour introduire des méthodes modernes mises au point par des instituts de recherche nationaux et internationaux. Le programme, compte tenu des conditions climatiques des régions productrices de pommes de terre, était une entreprise significative. L'introduction des variétés  hâtives testées a été planifiée, variétés 'Favorita' et 'Zhongshu n ° 3' dans la région sud et variété 'Zihuabai' dans les hautes terres du sud et du nord, ce qui devrait augmenter le niveau de production d'environ 50 %, portant la production totale prévisionnelle à 165 000 tonnes.
En outre, davantage de terres devait être emblavées avec les variétés améliorées. Parmi les autres innovations adoptées figurent l'introduction de normes de certification des plants, l'ouverture aux agriculteurs de l'accès à la banque de gènes du Centre international de la pomme de terre (CIP), l'introduction de semences vraies de pommes de terre (TPS) à partir de graines botaniques afin de réduire la transmission des maladies par les tubercules utilisés comme plants, et la formation pratique des agriculteurs sur le terrain.
Outre la FAO, la Fondation suisse pour l'aide au développement (Swissaid), a également soutenu les activités liées à l'amélioration de la qualité des pommes de terre de semence, les pratiques agricoles pour lutter contre les ravageurs, la bonne utilisation des engrais, l'amélioration de l'entreposage et la formation des agriculteurs à la production de pommes de terre de semence.

## Production
En 2006, la surface cultivée en pommes de terre représentait  188 388 hectares, et la production totale s'élevait à 470 451 tonnes avec un rendement moyen de 9,3 tonnes/ha pour la variété de printemps et 10,7 tonnes/ha pour la récolte d'été. L'introduction des variétés 'Jangjin-6', 'Yolmaejo-Saeng' et de leur sous-variétés a entraîné une augmentation du rendement de l'ordre de 100 à 160 %.
L'année suivante, la superficie ensemencée en pommes de terre s'élevait à 8 732 961 ha (contre 36 000 ha en 1960) et la production s'élevait à 1 900 000 t avec un rendement moyen de 10 tonnes/ha.
En 2007, la Corée du Nord se situait en dixième position en Asie pour la production de pommes de terre. Dans le cadre de la « révolution de la pomme de terre », un système de culture pommes de terre / riz à faibles niveaux d'intrants (cultures associées) a également été introduit en raison de son avantage avec une courte saison de croissance, ce qui a donné lieu à un rendement moyen de 32 tonnes de pommes de terre et de riz par hectare.

## Gastronomie
Le riz est le produit agricole primaire en Corée du Nord.
La pomme de terre était considérée comme un aliment de qualité inférieure, mais dans les zones rurales elle est devenue le principal aliment de base à la place du riz. Kim Jong-il est considéré comme le champion de sa prolifération.
Une soupe de pommes de terre (Kamja Guk) est un mets populaire. Elle est préparée avec des pommes de terre et du bouillon de poulet ou des morceaux de bœuf. On y ajoute d'autres légumes comme des carottes, des champignons et des oignons épicés de poivre.
Des nouilles à base de pommes de terre (goksu) sont aussi très populaires, à côté d'autres types fabriqués à partir de céréales. Les nouilles se consomment chaudes ou froides, avec du bouillon.
Un gâteau de pommes de terre, préparé avec de la farine de pomme de terre mélangée à des oignons verts, de la ciboulette et du piment, est aussi un plat populaire. Ce mélange frit, est connu sous le nom de kamja puch'im. Un autre plat, le Kamja sujebi, est une boulette de farine de pomme de terre qui est utilisée dans les soupes.

## Culture populaire
Les frites, fabriquées à partir de pommes de terre, étaient autrefois interdites dans le pays. Elles sont désormais approuvées par Kim Jong-un, soucieux de renforcer sa popularité.
Les frites sont également mentionnées dans Adventures in Whopperland de Bill Sanders, dont les protagonistes voyagent en Corée du Nord, pays gouverné par un « despote sanguinaire », Kim Jong-il (écrit  Kim Chong-il), estimant que le pays n'est pas une menace pour eux car il interdit ce mets et n'a pas de pétrole.